# A Better Tomorrow
A Better Tomorrow (en chino: 英雄本色; conocida en Hispanoamérica como Amenaza final o Un mañana mejor) es una película de acción de Hong Kong estrenada en 1986, dirigida por John Woo y protagonizada por Ti Lung, Leslie Cheung y Chow Yun-fat. Ejerciendo una fuerte influencia en la industria cinematográfica de Hong Kong, A Better Tomorrow filme histórico al que se le atribuye como modelo para el género conocido como matanza heroica, que influyó considerablemente en el cine de acción oriental y de Hollywood.
Aunque se produjo con un presupuesto ajustado y fue relativamente desconocida hasta que salió en pantalla (debido a la casi nula publicidad), rompió el récord de taquilla de Hong Kong y se convirtió en un éxito comercial en Asia. Fue bien recibida por la crítica especializada, ocupando el segundo lugar en el ranking de las 100 mejores películas chinas, publicado por el Hong Kong Film Award. Su éxito también aseguró la secuela A Better Tomorrow II, también dirigida por Woo, y A Better Tomorrow 3: Love & Death in Saigon, una precuela dirigida por Tsui Hark. Aunque Ti Lung es el actor principal de la película, la actuación del coprotagonista Chow Yun-fat consolidó su estatus como una de las principales estrellas de la industria cinematográfica de Hong Kong.

## Sinopsis
Ho y Mark son dos mafiosos y Kit, hermano menor de Ho, es un oficial de policía. Este último no sabe que Ho forma parte de la mafia, pero cuando es detenido y su padre asesinado, Kit queda prácticamente desecho. Tres años más tarde Ho sale de prisión, se encuentra de nuevo con Mark y se entera de que su hermano Kit no quiere saber nada de él, pues lo culpa constantemente por la trágica muerte de su padre. Para colmo, un nuevo jefe de la mafia ha emergido en la escena pretendiendo generar un nuevo reino de terror en la ciudad.

## Reparto
| Actor         | Personaje         |
| ------------- | ----------------- |
| Ti Lung       | Sung Tse-Ho       |
| Leslie Cheung | Sung Tse-Kit      |
| Chow Yun-fat  | Mark Lee          |
| Emily Chu     | Jackie            |
| Waise Lee     | Shing             |
| Kenneth Tsang | Ken               |
| Tien Feng     | Padre de Ho y Kit |
| John Woo      | Agente de policía |
| Tsui Hark     | Juez musical      |
| Stephen Chow  | Guardaespaldas    |

## Recepción

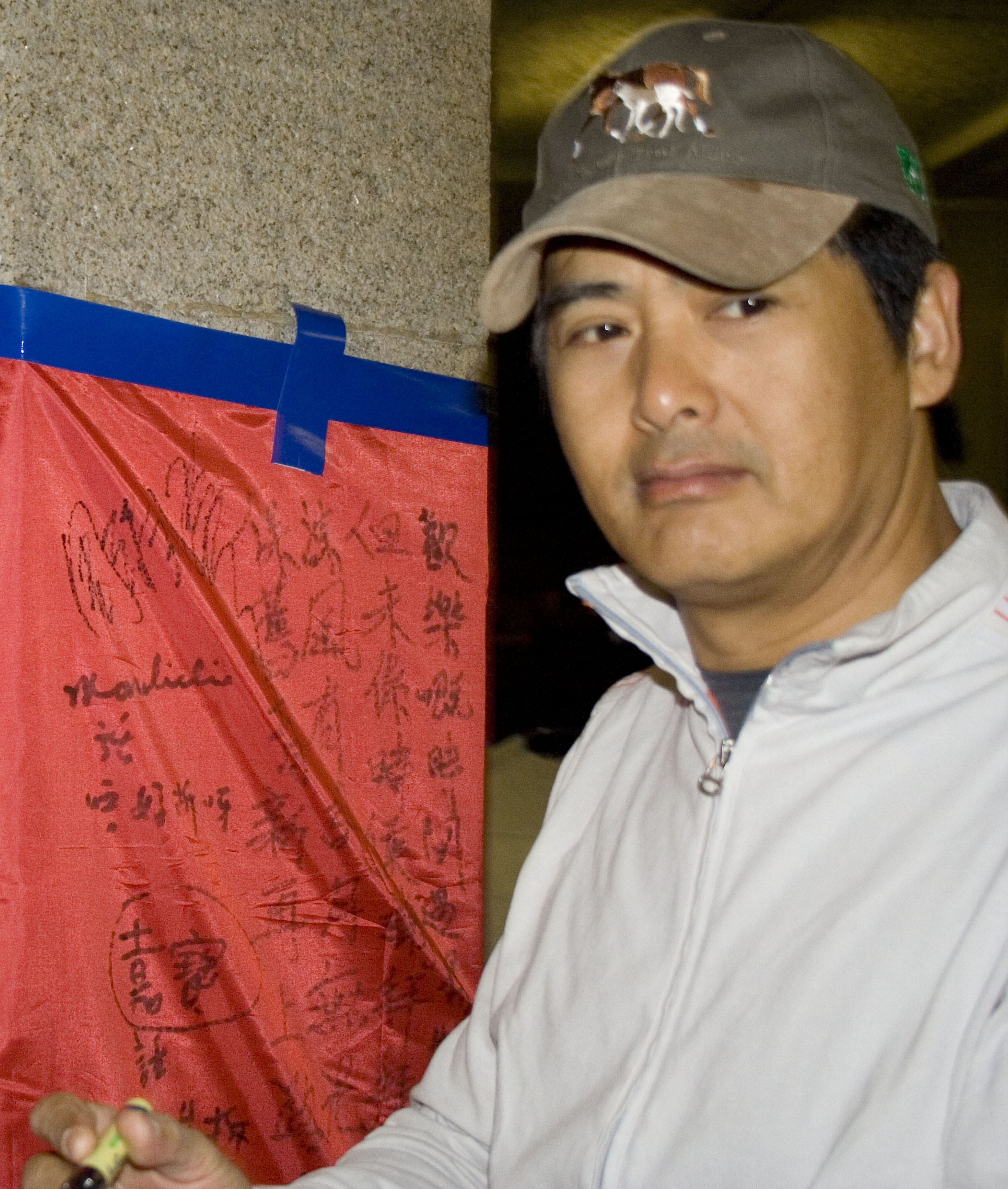
La actuación de Chow Yun-fat en la película fue elogiada por la crítica especializada

En su reseña de A Better Tomorrow, el portal Time Out afirma: "Romántica y excesiva (hombres que reciben una docena de disparos y no mueren, armas que nunca necesitan ser recargadas), la película tiene la madera de un verdadero clásico". El sitio Empire Online la calificó con cuatro estrellas de cinco posibles, afirmando: "Esta película, que hizo que el cine de Hong Kong se alejara de los nunchakus para acoger las armas y las gabardinas geniales, lanzando simultáneamente las carreras de John Woo y Chow Yun-fat, no es tan reconocida como The Killer o la más rimbombante Hard Boiled, pero aún así asesta un gran golpe. La verdadera sorpresa es que es sumamente emocional". Sobre la dirección de Woo, remarcó: "Todas las señales de Woo están aquí, pero en una forma menos evolucionada, embrionaria y aún muy agradable, y el rodaje final es un caos coreográfico del tipo que Woo parece haber olvidado orquestar en su reciente y anodina producción para Hollywood".
Escribiendo para The A.V. Club, Keith Phipps resaltó algunos fallos argumentales, pero elogió las escenas de acción y coreografías: "... las escenas de acción superlativas, en particular el recuento de cadáveres que rivaliza con las escenas iniciales de Saving Private Ryan, ayudan a eliminar muchos de sus defectos. La acción por sí misma puede no haber sido el objetivo de la película, pero no hay duda que es efectiva". En Asian Movie Pulse se resalta la influencia de la película en las siguientes generaciones: "La marca de una verdadera película clásica es su capacidad de trascender en el tiempo. A Better Tomorrow ha sido adaptada en los últimos años en Corea (pasable) y en China (sorprendentemente buena). Ha tenido secuelas y ha entrado en la cultura popular, aunque no necesariamente por las razones correctas".